# Járol Herrera
Járol Herrera (Guadalajara de Buga, Valle del Cauca, Colombia, 26 de mayo de 1984) es un futbolista colombiano. Juega de mediocampista y actualmente pertenece al Atlético Vega Real de la Liga Dominicana de Fútbol.

## Deportivo Cali
Járol debutá con el equipo azucarero en la temporada 2002 luego se iría cedido al Atlético Huila durante 2 años (2003/04) en los que disputaría 29 partidos y anotá su primer gol como jugador profesional. Para 2005 el Monagas SC de Venezuela lo contrata en calidad de cesión por 6 meses.
Tras 2 años y medio regresá al Deportivo Cali en el Torneo Finalización 2005 y se mantiene hasta el Torneo Finalización 2009 disputando un total de 118 partidos (110 por liga y 8 por torneos internacionales) anotando 9 goles.

## Clubes
| Club               | País                 | Año           | Partidos | Goles |
| ------------------ | -------------------- | ------------- | -------- | ----- |
| Deportivo Cali     | Colombia             | 2002          | 1        | 0     |
| Atlético Huila     | Colombia             | 2003 - 2004   | 29       | 1     |
| Monagas SC         | Venezuela            | 2005          | 16       | 1     |
| Deportivo Cali     | Colombia             | 2005 - 2009   | 118      | 9     |
| Cúcuta Deportivo   | Colombia             | 2010          | 11       | 0     |
| Monagas            | Venezuela            | 2010 - 2014   | 106      | 9     |
| Trujillanos        | Venezuela            | 2014 - 2015   | 72       | 8     |
| Aragua             | Venezuela            | 2015-2017     | 108      | 16    |
| Atlético Pantoja   | República Dominicana | 2018-2021     | 39       | 9     |
| Atlético Vega Real | República Dominicana | 2021-presente |          |       |
| Total              | Total                | Total         | 500      | 53    |

## Estadísticas en Venezuela
| Club                    | Div.               | Temporada          | Liga  | Liga  | Copa Nacional | Copa Nacional | Copa Internacional | Copa Internacional | Total | Total |
| Club                    | Div.               | Temporada          | Part. | Goles | Part.         | Goles         | Part.              | Goles              | Part. | Goles |
| ----------------------- | ------------------ | ------------------ | ----- | ----- | ------------- | ------------- | ------------------ | ------------------ | ----- | ----- |
| Monagas · Venezuela     |                    |                    |       |       |               |               |                    |                    |       |       |
| 1.ª                     | 2005               | 16                 | 1     | -     | -             | -             | -                  | 16                 | 1     |       |
| 1.ª                     | 2010/11            | 35                 | 4     | -     | -             | -             | -                  | 35                 | 4     |       |
| 1.ª                     | 2011/12            | 36                 | 3     | -     | -             | 2             | 0                  | 38                 | 3     |       |
| 1.ª                     | 2012/13            | 33                 | 2     | -     | -             | -             | -                  | 33                 | 2     |       |
| Total club              | Total club         | 120                | 10    | 0     | 0             | 2             | 0                  | 122                | 10    |       |
| Trujillanos · Venezuela |                    |                    |       |       |               |               |                    |                    |       |       |
| 1.ª                     | 2013/14            | 34                 | 4     | -     | -             | 2             | 0                  | 36                 | 4     |       |
| 1.ª                     | 2015/15            | 34                 | 4     | -     | -             | 2             | 0                  | 36                 | 4     |       |
| Total club              | Total club         | 68                 | 8     | 0     | 0             | 4             | 0                  | 72                 | 8     |       |
| Aragua · Venezuela      |                    |                    |       |       |               |               |                    |                    |       |       |
| 1.ª                     | 2015               | 23                 | 2     | 2     | 0             | -             | -                  | 25                 | 2     |       |
| 1.ª                     | 2016               | 42                 | 12    | 2     | 0             | -             | -                  | 44                 | 12    |       |
| 1.ª                     | 2017               | 35                 | 2     | 4     | 0             | -             | -                  | 39                 | 2     |       |
| Total club              | Total club         | 100                | 16    | 8     | 0             | 0             | 0                  | 108                | 16    |       |
| Total en Venezuela      | Total en Venezuela | Total en Venezuela | 288   | 34    | 8             | 0             | 6                  | 0                  | 302   | 34    |

## Palmarés

### Campeonatos nacionales
| Título                    | Club             | País                 | Año  |
| ------------------------- | ---------------- | -------------------- | ---- |
| Torneo Finalización       | Deportivo Cali   | Colombia             | 2005 |
| Torneo Apertura           | Trujillanos FC   | Venezuela            | 2014 |
| Liga Dominicana de Fútbol | Atlético Pantoja | República Dominicana | 2019 |